# Hirz-Maulsbach
Hirz-Maulsbach ist eine Ortsgemeinde im Landkreis Altenkirchen (Westerwald) in Rheinland-Pfalz. Sie gehört der Verbandsgemeinde Altenkirchen-Flammersfeld an.

## Geographische Lage
Hirz-Maulsbach liegt im westlichen Bereich der Verbandsgemeinde Altenkirchen und grenzt an den Kreis Neuwied. Sechs Kilometer südwestlich befindet sich Asbach; der Kreis- und Verbandsgemeindesitz Altenkirchen liegt etwa zwölf Kilometer im Osten.
Nachbargemeinden sind Fiersbach im Nordwesten, Mehren im Osten und Limbach bei Asbach im Westen.
Die Gemeinde besteht aus den Ortsteilen Hähnen, Hardtmühle, Hirzbach, Maulsbach und Niedermaulsbach.

## Geschichte
Der Ortsteil Hirzbach wird schon in einer Urkunde aus dem Jahre 1378 erwähnt. Damals lieh Gerhard von Hirzbach dem Grafen von Nassau 150 Mark Hachenburger Währung. Er erhielt dafür als Gegenleistung unter anderem 11 Scheffel Hafer von den Höfen Wartenberg und Kaltenborn im Kirchspiel Marienberg. Es scheint so, dass Gerhard von Hirzbach in Hirzbach über größeren Besitz verfügt hat. Möglicherweise war dort auch nur ein größerer Hof, von dem viele Dorfbewohner abhängig waren.
Der Ortsteil Maulsbach wurde erstmals 1461 urkundlich belegt. Der Zusammenschluss der beiden Orte erfolgte im Jahr 1887. 1931 erhielt Maulsbach eine eigene Poststelle der Klasse II im Bezirk des Postamts Asbach.
Bevölkerungsentwicklung
Die Entwicklung der Einwohnerzahl von Hirz-Maulsbach bezogen auf das heutige Gemeindegebiet; die Werte von 1871 bis 1987 beruhen auf Volkszählungen:
| Jahr | Einwohner |
| 1815 | 193       |
| 1835 | 240       |
| 1871 | 297       |
| 1905 | 264       |
| 1939 | 223       |
| 1950 | 249       |

| Jahr | Einwohner |
| 1961 | 243       |
| 1970 | 238       |
| 1987 | 221       |
| 1997 | 277       |
| 2005 | 300       |
| 2023 | 304       |

## Politik

### Gemeinderat
Der Gemeinderat in Hirz-Maulsbach besteht aus acht Ratsmitgliedern, die bei der Kommunalwahl am 9. Juni 2024 in einer Mehrheitswahl gewählt wurden, und dem ehrenamtlichen Ortsbürgermeister als Vorsitzendem.

### Bürgermeister
Dieter Zimmermann wurde im Jahr 2009 Ortsbürgermeister von Hirz-Maulsbach. Bei der Direktwahl am 26. Mai 2019 wurde er mit einem Stimmenanteil von 90,57 % wiedergewählt. Da bei der Direktwahl am 9. Juni 2024 kein Wahlvorschlag eingereicht wurde, oblag die Neuwahl des Bürgermeisters gemäß rheinland-pfälzischer Gemeindeordnung dem Rat. Dieser bestätigte auf seiner konstituierenden Sitzung am 11. September 2024 einstimmig den bisherigen Ortsbürgermeister Dieter Zimmermann für weitere fünf Jahre in seinem Amt.

## Wirtschaft
Insgesamt 14 landwirtschaftliche Betriebe nutzen etwa 186 Hektar der Gemeindefläche, rund 20 % davon sind Ackerland, 80 % Dauergrünland (Stand: 2007); 1971 waren es noch 36 Betriebe mit einer landwirtschaftlich genutzten Fläche von 310 Hektar. Im Ort bestehen außerdem einige Handwerksbetriebe. Niedergelassen ist auch ein Steuerberater/vereidigter Buchprüfer.